# A20 (motorväg, Tyskland)
A20 är en motorväg i Tyskland som går från Bad Segeberg via Lübeck - Wismar - Rostock - Greifswald till Prenzlau nära gränsen till Polen. Motorvägen är en väst-östlig förbindelse inom norra delen av östra Tyskland. Den är 343 km lång.
Motorvägen är en del av E22 mellan Lübeck och Rostock. E22 fortsätter på landsväg mellan Rostock och Stralsund då motorvägen går minst 20 km söder om Stralsund. A20 är en del av E251 men bara längs några km söder om Greifswald.
Motorvägen går egentligen öst-västligt mellan Bad Segeberg och Greifswald och snarare nord-sydligt mellan Greifswald och Prenzlau. Man har dragit den nära städerna för att den ska ge nytta för arbetspendling och liknande kortare resor, även om det skapat omvägar för långdistansbilister. 
Skyltningen är egentligen inte A20 utan bara 20 med blå bakgrund. Man brukar skriva A20 i text för att skilja mot riksväg (Bundesstrasse) 20 som skyltas med gul bakgrund, och brukar skrivas B20.
Man har planerat fem bensin/restauranganläggningar. Men bara en finns i drift 2008, eftersom inget företag velat bygga och driva de övriga. De är parkeringsplatser tills vidare. Det är inte så många långresenärer på vägen, särskilt inte öster om Rostock.

## Historia och framtid
Den byggdes på sträckan Bad Segeberg – Prenzlau mellan 1992 och 2005. Det kostade 1,9 miljarder euro och var det längsta nybygget av en motorväg i Tyskland efter 1945.
Man planerar bygga ut den västerut från Bad Segeberg till en ny tunnel under Elbe väster om Hamburg. Därifrån ska den gå via Bremerhaven under Weser (där en fyrfilig tunnel redan finns) till A28 vid Westerstede i Niedersachsen.
2010 beslutades det att den planerade A22 (mellan Westerstede och Drochtersen, båda i västra Niedersachsen) skulle slås samman med A20. Numret A22 planeras alltså inte att användas.

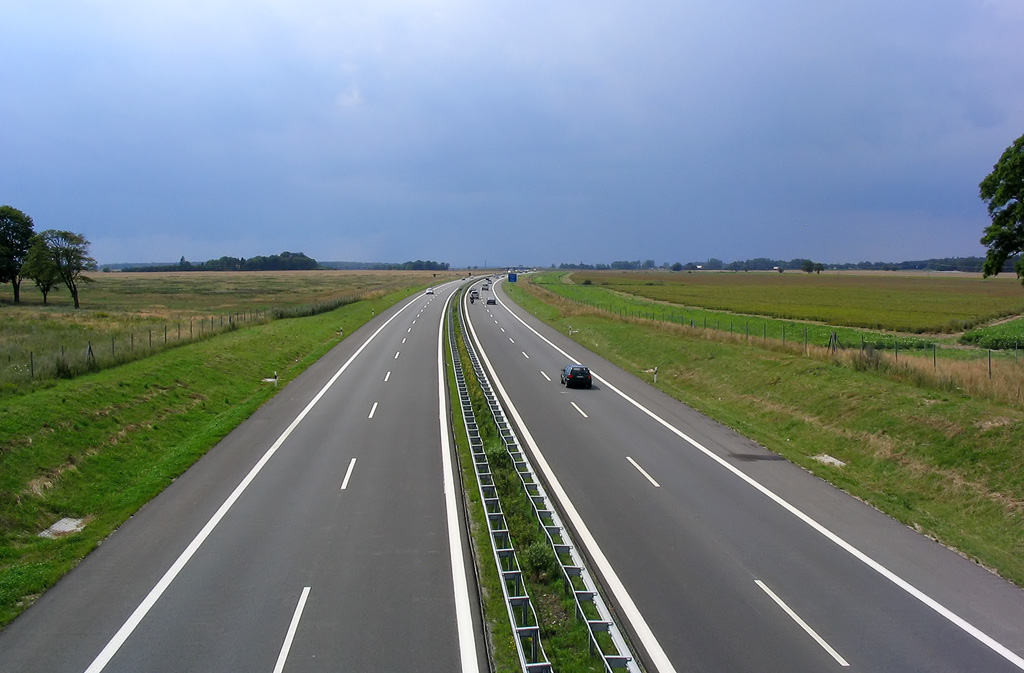
A20/E22 strax öster om Rostock.

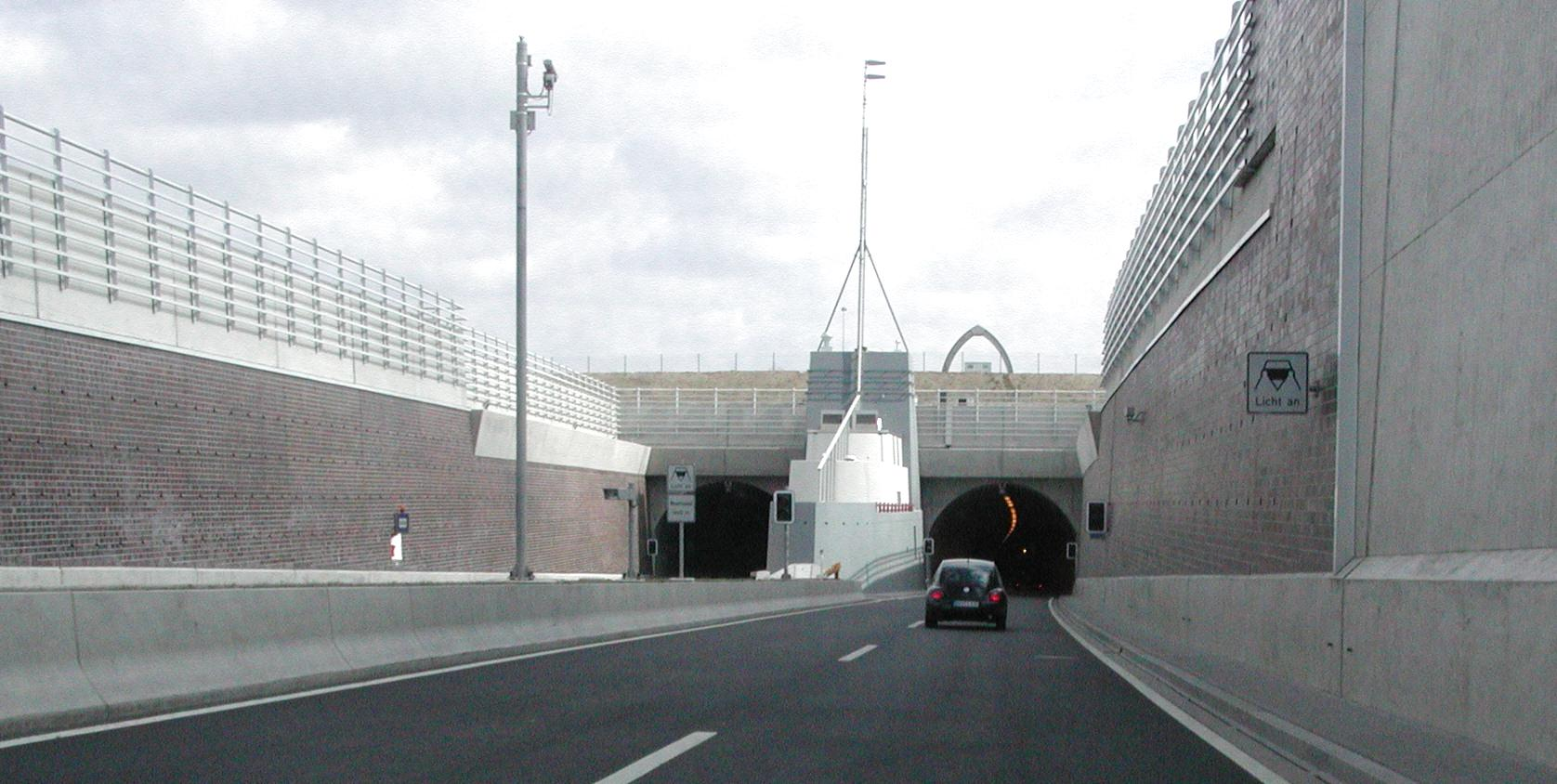
Wesertunnel, en del av den planerade A20

## Trafikplatser
|  | Nr | Skyltning                                         |
|  |    | Westerstede (T-korsning, planerad) E 22           |
|  |    | Wiefelstede (Planerad)                            |
|  |    | Spohle (Planerad)                                 |
|  |    | Jaderberg (Fyrvägskorsning, planerad)             |
|  |    | Jaderberg (Planerad)                              |
|  |    | Jade (Planerad)                                   |
|  |    | Ovelgönne (Planerad)                              |
|  |    | Stadland (Planerad)                               |
|  |    | Nordenham (Planerad)                              |
|  |    | Wesertunnel (1645 m)                              |
|  |    | Dedesdorf (Planerad)                              |
|  |    | Stotel (T-korsning, planerad) E 234               |
|  |    | Bremerhaven-Süd (Fyrvägskorsning, planerad) E 234 |
|  |    | Beverstedt-West (Planerad)                        |
|  |    | Beverstedt-Ost (Planerad)                         |
|  |    | Bremervörde (Planerad)                            |
|  |    | Ostebrücke (Nieder Ochtenhausen) (Planerad)       |
|  |    | Oldendorf (Planerad)                              |
|  |    | Himmelpforten (Planerad)                          |
|  |    | Drochtersen (T-Korsning, planerad)                |
|  |    | Vägtull (Planerad)                                |
|  |    | Tunnel Elbe (5113 m, planerad)                    |
|  |    | Vägtull (Planerad)                                |
|  |    | Glückstadt (Planerad)                             |
|  |    | Kremper Marsch (Planerad)                         |
|  |    | Krempe (Planerad)                                 |
|  |    | Steinburg (Fyrvägskorsning, planerad)             |
|  |    | Glindesmoor (Planerad)                            |
|  |    | Brande-Hörnerkirchen (Planerad)                   |
|  |    | Lentföhrden (Planerad)                            |
|  |    | Bad Bramstedt (Fyrvägskorsning, planerad) E 45    |
|  |    | Brücke Schmalfelder Au (180 m, planerad)          |
|  |    | Todesfelde/Bark (Planerad)                        |
|  |    | Hartenholm (Planerad)                             |
|  |    | Ekodukt (60 m, planerad)                          |
|  |    | Wittenborn (Planerad)                             |
|  |    | Bad Segeberg (Fyrvägskorsning, planerad)          |
|  |    | Trave (250 m, planerad)                           |
|  |    | Bro (371 m, planerad)                             |
|  |    | övergår i                                         |
|  |    | Bad Segeberg-Ost                                  |
|  |    | Geschendorf                                       |
|  |    | Mönkhagen                                         |
|  | 1  | Lübeck (Fyrvägskorsning) E 22 E 47                |
|  |    | Travebrücke (190 m)                               |
|  |    | Tunnel Moisling (120 m)                           |
|  |    | Elbe-Lübeck-Kanal-Brücke (180 m)                  |
|  | 2a | Lübeck-Genin                                      |
|  |    | Auf dem Karkfeld                                  |
|  | 2b | Lübeck-Süd (Flughafen)                            |
|  | 3  | Groß Sarau                                        |
|  |    | Talbrücke Wakenitz (294 m)                        |
|  |    | Ekodukt (50 m)                                    |
|  | 4  | Lüdersdorf                                        |
|  |    |                                                   |
|  |    | Schönberger Land (Planerad)                       |
|  |    | Talbrücke Maurine (140 m)                         |
|  | 5  | Schönberg E 22                                    |
|  |    | Talbrücke Radegast (435 m)                        |
|  |    | Talbrücke Stepenitz (85 m)                        |
|  | 6  | Grevesmühlen                                      |
|  |    | Bretthäger Wisch                                  |
|  |    | Talbrücke Plüschower Mühlenbach (318 m)           |
|  | 7  | Bobitz                                            |
|  |    | Ekodukt                                           |
|  |    | Mölenbarg                                         |
|  |    | Talbrücke Barnekow (105 m)                        |
|  |    | Ekodukt                                           |
|  | 8  | Wismar-Mitte                                      |
|  |    | Talbrücke Wallensteingraben (264 m)               |
|  |    | Talbrücke Rosenthalgraben (216 m)                 |
|  |    | Talbrücke Triwalker Graben (395 m)                |
|  |    | Talbrücke Greese (170 m)                          |
|  | 9  | Wismar (Fyrvägskorsning)                          |
|  | 10 | Zurow                                             |
|  |    | Selliner See                                      |
|  |    | Talbrücke Nevern (190 m)                          |
|  |    | Ekodukt (40 m)                                    |
|  | 11 | Neukloster                                        |
|  |    | Fuchsberg                                         |
|  |    | Talbrücke Warnkenhagen (190 m)                    |
|  |    | Ekodukt (40 m)                                    |
|  | 12 | Kröpelin                                          |
|  |    | Talbrücke Mühlenbach (235 m)                      |
|  |    | Quellental                                        |
|  |    | Talbrücke Waidbach (70 m)                         |
|  | 13 | Bad Doberan                                       |
|  |    | Ekodukt (40 m)                                    |
|  | 14 | Rostock-West                                      |
|  | 15 | Rostock-Südstadt                                  |
|  |    | Ekodukt (40 m)                                    |
|  |    | Warnowtalbrücke (930 m)                           |
|  |    | Warnowtal                                         |
|  | 16 | Rostock (Fyrvägskorsning) E 55 E 22               |
|  | 17 | Dummerstorf                                       |
|  |    | Speckmoor                                         |
|  |    | Ekodukt (40 m)                                    |
|  | 18 | Sanitz                                            |
|  |    | Recknitztalbrücke (720 m)                         |
|  | 19 | Tessin                                            |
|  |    |                                                   |
|  |    | Lindholz (Planerad)                               |
|  | 20 | Bad Sülze                                         |
|  |    | Trebeltalbrücke (430 m)                           |
|  | 21 | Tribsees                                          |
|  |    | Trebeltal                                         |
|  | 22 | Grimmen-West                                      |
|  | 23 | Grimmen-Ost                                       |
|  | 24 | Stralsund E 251 E 22                              |
|  |    | Riedbruch                                         |
|  | 25 | Greifswald                                        |
|  |    | Peenetal                                          |
|  | 27 | Gützkow                                           |
|  |    | Peenebrücke Jarmen (1112 m)                       |
|  | 28 | Jarmen                                            |
|  |    | Demminer Land (Planerad)                          |
|  | 29 | Anklam                                            |
|  |    | Brücke Großer Landgraben (527 m)                  |
|  | 30 | Altentreptow                                      |
|  |    | Brücke Kleiner Landgraben (306 m)                 |
|  | 31 | Neubrandenburg-Nord E 251                         |
|  |    | Vier-Tore-Stadt                                   |
|  |    | Wildtierdurchlass (90 m)                          |
|  |    | Talbrücke Datzetal (530 m)                        |
|  | 32 | Neubrandenburg-Ost                                |
|  |    | Ekodukt (50 m)                                    |
|  | 33 | Friedland i.M.                                    |
|  |    | Brohmer Berge (Planerad)                          |
|  |    | Talbrücke (110 m)                                 |
|  | 34 | Strasburg (Uckermark)                             |
|  |    | Ravensmühle                                       |
|  |    | Ekodukt (50 m)                                    |
|  | 35 | Pasewalk-Nord                                     |
|  |    | Ueckertalbrücke (1182,5 m)                        |
|  | 36 | Pasewalk-Süd                                      |
|  |    | Klockow                                           |
|  | 37 | Prenzlau-Ost                                      |
|  |    | Wildtierdurchlass (70 m)                          |
|  | 38 | Prenzlau-Süd                                      |
|  | 39 | Kreuz Uckermark (T-Korsning) E 28                 |